# Старі Белиці (Західнопоморське воєводство)
Старі Белиці (пол. Stare Bielice, нім. Alt Belz) — село в Польщі, у гміні Бесекеж Кошалінського повіту Західнопоморського воєводства.
Населення — 1581 особа (2011).
У 1975-1998 роках село належало до Кошалінського воєводства.

## Демографія
Демографічна структура станом на 31 березня 2011 року:
|          | Загалом | Допрацездатний вік | Працездатний вік | Постпрацездатний вік |
| -------- | ------- | ------------------ | ---------------- | -------------------- |
| Чоловіки | 816     | 196                | 573              | 47                   |
| Жінки    | 765     | 144                | 515              | 106                  |
| Разом    | 1581    | 340                | 1088             | 153                  |